# Eugenijus Gentvilas

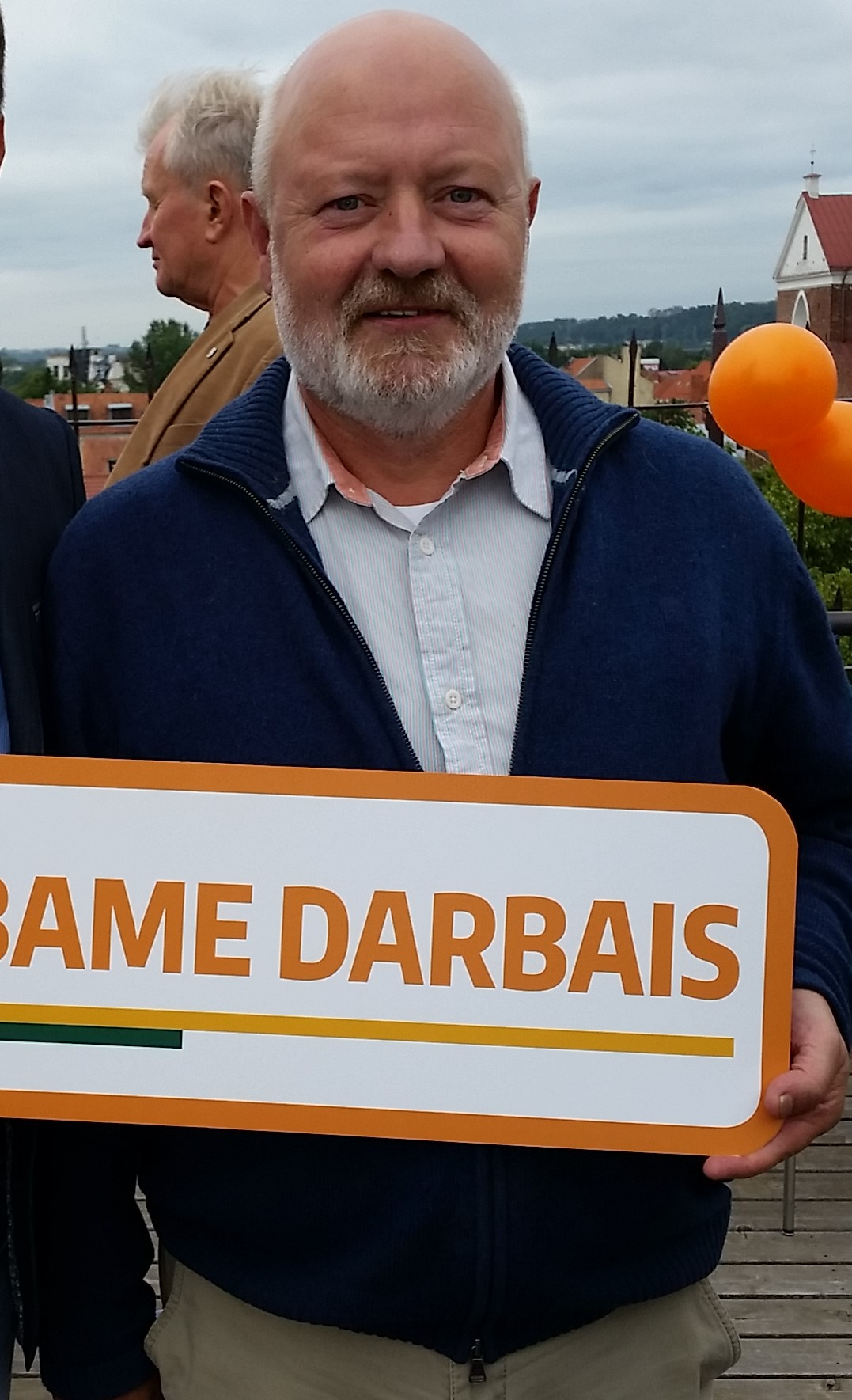
Eugenijus Gentvilas, 2016

Eugenijus Gentvilas (* 14. März 1960 in Telšiai) ist ein litauischer Politiker, ehemaliger Premierminister und Mitglied des Europäischen Parlaments.

## Leben
Nach der Schulausbildung studierte Eugenijus Gentvilas von 1978 bis 1983 Geographie an der Universität Vilnius. Anschließend war er bis 1990 Wissenschaftlicher Mitarbeiter an der Akademie der Wissenschaften. 1993 wurde er mit einer Dissertation zur Geomorphologie (über die epigenetischen Wirkungen der Gletschervorstöße während der Kaltzeiten im Gebiet des heutigen Litauen) promoviert. Zwischen 1993 und 1996 war er Dozent an der Universität Klaipėda.

## Familie
Seine Schwester ist Virginija Baltraitienė (* 1958),  Politikerin, Parlamentsvizepräsidentin,  Bürgermeisterin der Rajongemeinde Kėdainiai (2005).
Sein Sohn ist Simonas Gentvilas (* 1984), liberaler Politiker, Seimas-Mitglied.

## Politische Laufbahn
Gentvilas begann seine politische Laufbahn bereits unmittelbar nach der Unabhängigkeit Litauens am 11. März 1990 mit der Wahl zum Abgeordneten des Obersten Rates, dem vorläufigen Parlament Litauens (Seimas), in dem er bis 1992 die Liberale Union (Lietuvos liberalų sąjunga) vertrat und deren Fraktionsvorsitzender er zugleich von 1991 bis 1992 war.
1995 wurde er Mitglied des Stadtrates von Klaipėda, dem er bis 2004 angehörte. In dieser Zeit war er außerdem von 1996 bis 1999 Vorsitzender der Liberalen Union. 1997 wurde Gentvilas zum Bürgermeister von Klaipėda gewählt. Als solcher empfing er im August 1998 zu deren 50-jährigen Jubiläum die Deutsche Arbeitsgemeinschaft der Memellandkreise. Das Amt des Bürgermeisters übte er bis 2001 aus.
Am 15. Juni 2001 wurde er Wirtschaftsminister im Kabinett von Rolandas Paksas. Als dieser fünf Tage später zurücktrat, wurde Gentvilas amtierender Premierminister. Am 3. Juli 2001 folgte ihm dann der frühere Staatspräsident Algirdas Mykolas Brazauskas. Er selbst war anschließend erneut Vorsitzender der Liberalen Union. Nach deren Zusammenschluss mit der Liberalen Zentrumsunion (Lietuvos centro sąjunga) und den Modernen Christdemokraten (Moderniųjų krikščionių demokratų sąjunga) zur Liberalen und Zentrumsunion (Liberalų ir centro sąjunga) im Mai 2003 wurde er deren stellvertretender Vorsitzender. Dieses Amt gab er jedoch 2004 auf, um erfolgreich als Abgeordneter für das Europaparlament zu kandidieren. Seit 2006 ist er Mitglied der durch Abspaltung entstandenen Partei der Liberalen Bewegung (Lietuvos Respublikos liberalų sąjūdis).
Am 10. Juni 2004 wurde er nach dem Beitritt Litauens zur Europäischen Union zum Abgeordneten des Europäischen Parlaments gewählt. Als solcher gehört er der Fraktion der Allianz der Liberalen und Demokraten für Europa an, deren Vorstandsmitglied er zugleich ist. Für seine Tätigkeit im Ausschuss für regionale Entwicklung wurde er 2007 mit dem Preis der Mitglieder des Europäischen Parlaments (MEP Award 2007) ausgezeichnet.